# Kennington (stacja metra)
Kennington - stacja metra londyńskiego położona w dzielnicy Southwark. Leży na trasie Northern Line i jest miejscem styku jej dwóch południowych (nowa wybudowana w 2021) oraz dwóch śródmiejskich odnóg. Została oddana do użytku w 1890 roku. W latach 1923–1925 była tymczasowo zamknięta na czas przebudowy. Obecnie korzysta z niej rocznie ok. 4,15 mln pasażerów. Należy do drugiej strefy biletowej.